# Носачевичівська сільська рада
| Носачевичівська сільська рада — адміністративно-територіальна одиниця та орган місцевого самоврядування у Рожищенському районі Волинської області з адміністративним центром у с. Носачевичі. Водоймища на території, підпорядкованій даній раді: річки Стир, Конопелька. Сільській раді підпорядковані населені пункти: - с. Носачевичі - с. Вишеньки - с. Єлизаветин - с. Олешковичі |

## Склад ради
Рада складається з 18 депутатів та голови.

### Керівний склад ради
| ПІБ                          | Основні відомості                                                                     | Дата обрання | Дата звільнення |
| ---------------------------- | ------------------------------------------------------------------------------------- | ------------ | --------------- |
| Супрун Лідія Миколаївна      | Сільський голова, 1949 року народження, освіта                                        | 26.03.2006   | 31.10.2010      |
| Дігалевич Олександр Іванович | Сільський голова, 1976 року народження, освіта вища, член Української Народної Партії | 31.10.2010   |                 |

Примітка: таблиця складена за даними джерела

## Населення
Згідно з переписом УРСР 1989 року чисельність наявного населення сільської ради становила 1734 особи, з яких 815 чоловіків та 919 жінок.
За переписом населення України 2001 року в сільській раді мешкали 1092 особи.

### Мова
Розподіл населення за рідною мовою за даними перепису 2001 року:
| Мова       | Відсоток |
| ---------- | -------- |
| українська | 99,18 %  |
| російська  | 0,73 %   |
| вірменська | 0,09 %   |